# Eritema da pannolino
Per  eritema da pannolino  in campo medico, si intende una forma di eritema tipica degli infanti quando essi vengono a contatto prolungato con un pannolino sporco, vi è una correlazione con la Candida albicans, presente quasi sempre in tale forma di eritema.

## Incidenza ed eziologia
L'eritema da pannolino è la forma di malattia della pelle più comune fra i nascituri. L'irritazione è dovuta alla presenza nel pannolino di feci, di elevatà umidità, e calore.
Inoltre, oltre a saponi e detergenti vari, anche l'ammoniaca produce tale dermatite, sostanza che viene a crearsi da decomposizione batterica delle urine. I vari enzimi che si vengono a produrre hanno un effetto deleterio sulla normale idratazione della pelle e del PH diminuendo le difese della pelle aggravando la situazione. Le recidive sono frequenti.

## Diagnosi differenziale
Altre forme dermatologiche possono manifestarsi similarmente a tale tipologia di eritema, fra cui:
- dermatite seborroica
- dermatite atopica

## Terapia e prevenzione
Per una corretta prevenzione e veloce trattamento dell'eritema bisogna cercare di mantenere la pelle interessata asciutta e proteggerla da sostanze irritanti.